# Goldpokal der Stadt Bremerhaven
Goldpokal der Stadt Bremerhaven var en basketturnering som spelades i Bremerhaven i förbundslandet Bremen i dåvarande Västtyskland, för herrar åren 1964-1983 och för damer åren 1965-1969. Turneringen var öppen för såväl klubblag som landslag.

## Vinnare

### Herrar
| - 1964 - Team US-Air Force - 1965 - Blue Devils Europa - 1966 - VfL Osnabrück - 1967 - Nederländerna - 1968 - Sverige - 1969 - Västtyskland - 1970 - Österrike | - 1971 - Tjeckoslovakien - 1973 - Nederländerna - 1974 - Österrike - 1976 - CSKA Moskva - 1977 - Belgien - 1979 - Nederländerna - 1980 - Västtyskland | - 1981 - Sovjet - 1982 - Sovjet - 1983 - Sovjet |

### Damer
| - 1965 - US-Auswahl Heidelberg - 1965 - ATV 77 Düsseldorf - 1966 - Nederländerna - 1967 - Nederländerna - 1968 - Nederländerna - 1969 - Frankrike |

### Fotnoter
1. ↑  Internationales Basketballturnier Bremerhaven, 1964 bis 1983. Website Sport-Komplett – Sportarten und Sportereignisse, Daten Basketball. Hämtdatum: 20 december 2010.